# Verfassung für Rheinland-Pfalz
Die Verfassung für Rheinland-Pfalz (kurz: RhPfVerf) ist die am 18. Mai 1947 durch eine Volksabstimmung angenommene Verfassung für das Land Rheinland-Pfalz.
Entworfen wurde die Verfassung durch die Beratende Landesversammlung, welche am 22. November 1946 im Koblenzer Stadttheater zu ihrer konstituierenden Sitzung zusammentrat.

## Entstehung

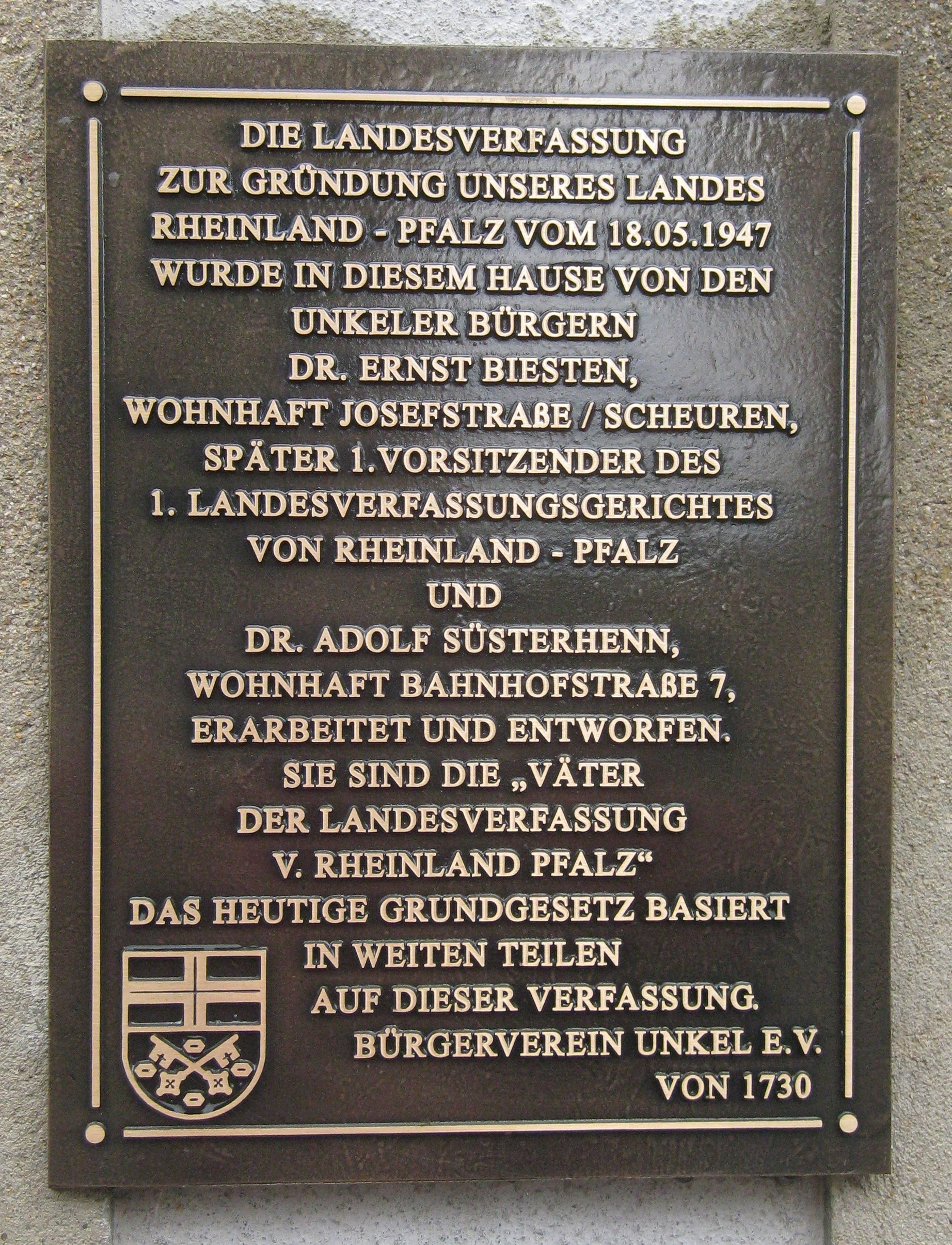
Gedenktafel für Ernst Biesten und Adolf Süsterhenn in Unkel, Bahnhofstraße 7

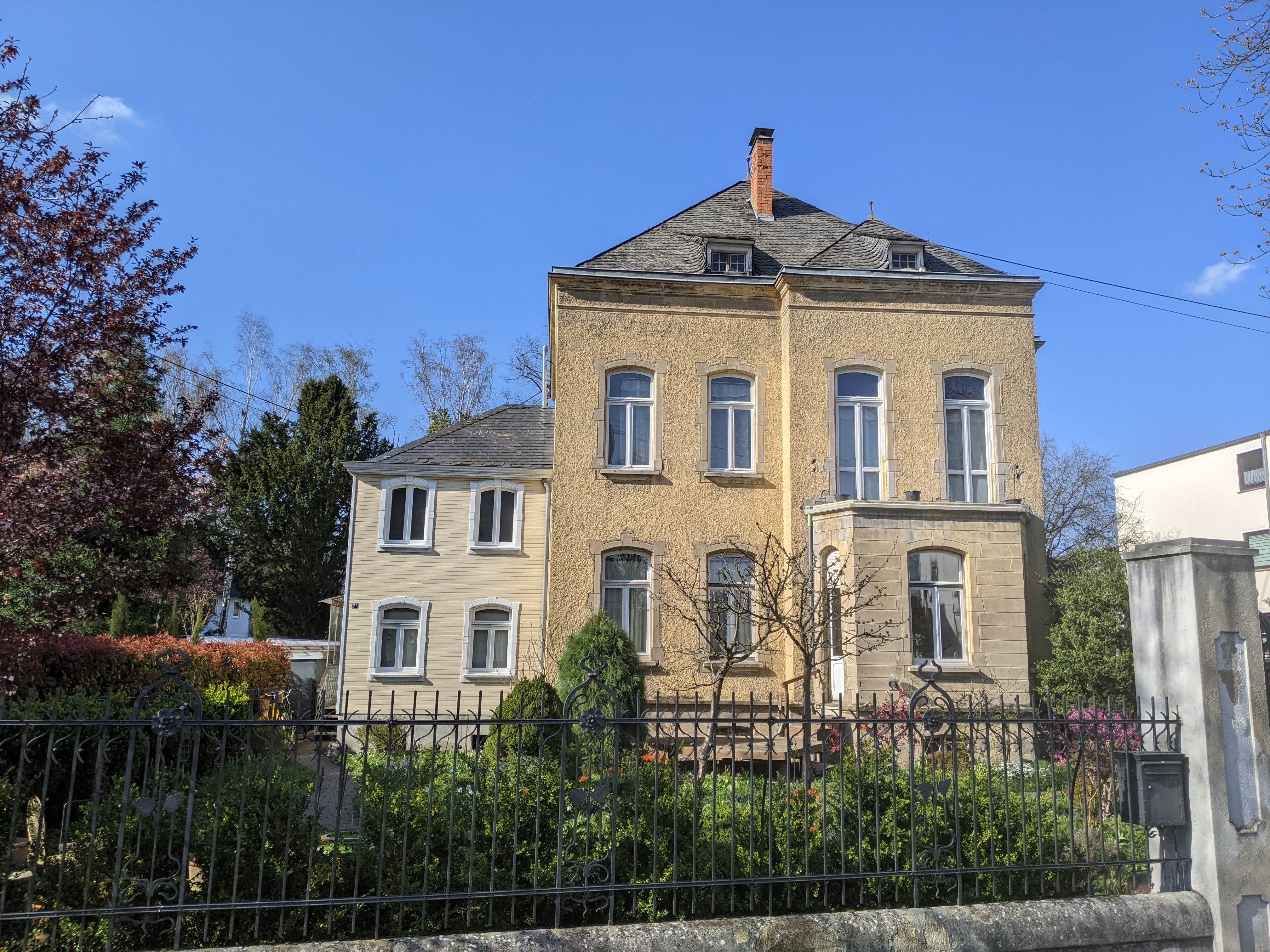
Unkel, Bahnhofstraße 7: das Haus, in dem die Verfassung entworfen und bearbeitet wurde

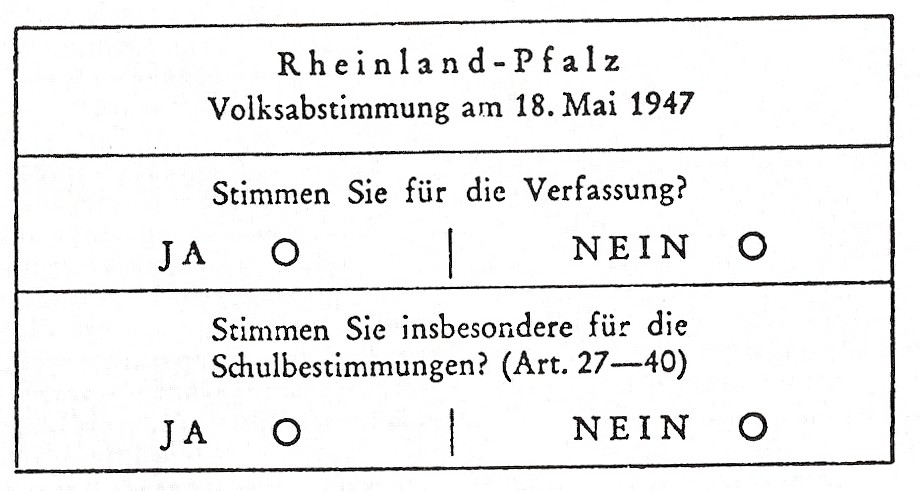
Stimmzettel zum Verfassungsreferendum

Die Beratende Landesversammlung hatte nach kontroverser Diskussion den Verfassungsentwurf am 25. April 1947 verabschiedet und der Bevölkerung die Annahme empfohlen. Mit Verordnung Nr. 87 der französischen Besatzungsmacht wurde vorgeschrieben, dass die Volksabstimmung über die Verfassung gemeinsam mit der Landtagswahl in Rheinland-Pfalz 1947 am 18. Mai 1947 stattfinden sollte. Neben der Abstimmung über die Verfassung als solche erfolgte getrennt die Abstimmung über den Abschnitt III der Verfassung „Kirche, Bildung und Kulturpflege“. Für den Fall der Ablehnung der Verfassung sollte der neu gewählte Landtag das Mandat zur Erarbeitung einer neuen Verfassung haben.
Die Verfassung wurde bei einer Wahlbeteiligung von 77,7 % von 53 % der Wähler angenommen. Die sogenannten „Schulartikel“ (Abschnitt III) wurde bei einer Wahlbeteiligung von 77,4 % von 52,4 % angenommen. Bei der Abstimmung zeigten sich große regionale (und konfessionelle) Unterschiede: In den Regierungsbezirken Koblenz und Trier ergaben sich hohe, in Montabaur knappe Mehrheiten. In den Regierungsbezirken Rheinhessen und Pfalz wurde die Verfassung mehrheitlich abgelehnt.
Kontrovers diskutiert wurden folgende Verfassungsfragen:
- In der Schulpolitik (hierauf bezog sich die gesonderte Abstimmung) war die Frage der christlichen Bekenntnisschulen wesentlich. Während die CDU die freie Wahl der Eltern zwischen Bekenntnisschulen und Simultanschule forderte (und im Verfassungsentwurf durchsetzte), waren Sozialdemokraten, Kommunisten und Liberale sich darin einig, die Simultanschule als Einheitsschule in der Verfassung zu verankern.
- Die Sozialdemokraten lehnten die Schaffung des Landes Rheinland-Pfalz ab und riefen deswegen zur Ablehnung der Verfassung auf. Auch der Schulartikel stieß auf Ablehnung. Hierdurch könne in kleinen Gemeinden die katholische Minderheit eine Bekenntnisschule verlangen. Hierdurch würde die Simultanschule faktisch zur Bekenntnisschule der evangelischen Mehrheit.
- Die KPD forderte die Aufnahme einer Bodenreform und der Sozialisierung der Unternehmen in die Verfassung und lehnte die Verfassung ab, da sie diese Regelungen nicht enthielt.
- Die liberalen Parteien riefen zur Annahme der Verfassung aber zur Ablehnung der Schulartikel auf.

Im Hirtenwort der evangelischen Kirchenleitungen vom 8. Mai 1947 sowie im Hirtenwort der katholischen Bischöfe vom 27. April 1947 wurde zur Annahme der Verfassung und des Schulartikels aufgerufen.
Die französischen Besatzungsbehörden standen aufgrund der laizistischen Tradition Frankreichs der Beibehaltung von Bekenntnisschulen negativ gegenüber. Nachdem die Union deutlich gemacht hatte, dass ohne die Verankerung der Konfessionsschulen die Verfassung keine Mehrheit in der Beratenden Landesversammlung erhalten würde, musste die Besatzungsmacht diese Verfassungsregelung akzeptieren und erzwang im Gegenzug die getrennte Abstimmung dieser Regelung. Die Konfessionsschulen bestanden in Rheinland-Pfalz als Regelschulen bis 1968.

## Vorspruch und Gliederung der Verfassung

### Vorspruch
Im Bewusstsein der Verantwortung vor Gott, dem Urgrund des Rechts und Schöpfer aller menschlichen Gemeinschaft,
von dem Willen beseelt, die Freiheit und Würde des Menschen zu sichern, das Gemeinschaftsleben nach dem Grundsatz der sozialen Gerechtigkeit zu ordnen, den wirtschaftlichen Fortschritt aller zu fördern und ein neues demokratisches :Deutschland als lebendiges Glied der Völkergemeinschaft zu formen,
hat sich das Volk von Rheinland-Pfalz diese Verfassung gegeben:

### Erster Hauptteil: Grundrechte und Grundpflichten
I. Abschnitt: Die Einzelperson

1. Freiheitsrechte
2. Gleichheitsrechte
3. Öffentliche Pflichten
II. Abschnitt: Ehe und Familie

III. Abschnitt: Schule, Bildung und Kulturpflege

IV. Abschnitt: Kirchen und Religionsgemeinschaften

V. Abschnitt: Selbstverwaltung der Gemeinden und Gemeindeverbände

VI. Abschnitt: Die Wirtschafts- und Sozialordnung

VII. Abschnitt: Schutz der natürlichen Lebensgrundlagen

### Zweiter Hauptteil: Aufbau und Aufgaben des Staates
I. Abschnitt: Die Grundlagen des Staates

II. Abschnitt: Organe des Volkswillens

1. Der Landtag
2. Die Landesregierung
III. Abschnitt: Die Gesetzgebung

IV. Abschnitt: Das Finanzwesen

V. Abschnitt: Die Rechtsprechung

VI. Abschnitt: Die Verwaltung

VII. Abschnitt: Der Schutz der Verfassung und der Verfassungsgerichtshof

VIII. Abschnitt: Übergangs- und Schlussbestimmungen

## Todesstrafe
Nach dem Ende des Dritten Reichs wurde die Todesstrafe in Rheinland-Pfälzisches Recht übernommen. In der Landesverfassung, Artikel 3. vom 18. Mai 1947 hieß es: „Das Leben des Menschen ist unantastbar. Es kann nur auf Grund des Gesetzes als Strafe für schwerste Verbrechen gegen Leib und Leben durch richterliches Urteil für verwirkt erklärt werden.“ Zwischen 1945 und 1949 wurden acht Personen durch die Rheinland-Pfälzische Gerichtsbarkeit zum Tode verurteilt; die Urteile in Ermangelung einer Guillotine aber nicht vollstreckt. Diese „Rheinland-Pfälzische Guillotine“ war erst fünf Tage nach dem Beschluss des Parlamentarischen Rates, die Todesstrafe abzuschaffen, komplettiert und betriebsbereit. Da sie nie zum Einsatz kam, steht die Guillotine heute im Haus der Geschichte in Bonn. Erst am 15. März 1991 wurde die Todesstrafe aus der Landesverfassung gestrichen.
Adolf Süsterhenn, Rheinland-Pfälzischer Justizminister von 1946 bis 1951 und „geistiger Vater der Landesverfassung“, war ein Befürworter der Todesstrafe.